# Hrvoje Tikvicki
Hrvoje Tikvicki (Subotica, 1952.) je bački hrvatski skladatelj iz Subotice. Po struci je profesor glazbenog odgoja.

## Životopis
Rodio se u subotičkoj glumačkoj obitelji. Roditelji su mu su bili članovi subotičkog kazališta. 

Zahvaljujući tome, već u mladoj dobi je Tikvicki bio u doticaju s kazalištem, tako da se kao dijete u predstavama pojavljivao kao statist.
Kasnije ga je proslavio njegov glazbenički rad, i to skladateljski. Najviše je poznat po uglazbljivanju umjetničkih djela i kazališnih predstava.

## Društveno-politički angažmani
Predsjednik je odbora za kulturu LDP-a.

Član je Hrvatskog akademskog društva iz Vojvodine.

## Djela
Uglazbio je poetsku minijaturu Tomislava Žigmanova Bez svlaka mraka (za potrebe stvaranja istoimene poetsko-glazbene predstave, performancea, prve takve u vojvođanskih Hrvata),  'Kako je Potjeh tražio istinu (za potrebe HKC Bunjevačko kolo), Bunjevački blues, Minijatura za Leksikon podunavskih Hrvata – Bunjevaca i Šokaca.... 

Pri tome valja navesti da je skladba Bunjevački blues, "prva koja glazbeno naslijeđe ovdašnjih Hrvata na sjeveru Bačke pokušava u etno maniru tematizirati."